# Výstavní párkař a lepič plakátů
Výstavní párkař a lepič plakátů je český němý film z roku 1898, jeden z trojice prvních hraných filmů v Čechách. Jan Kříženecký ho natočil společně s filmy Dostaveníčko ve mlýnici a Smích a pláč u příležitosti Výstavy architektury a inženýrství v Praze v létě 1898. Pracovní název filmu, jehož námět Kříženeckému poskytl komik a písničkář Josef Šváb-Malostranský, byl Biřtlářova nehoda U Nesmysla.

## Obsazení
| Josef Šváb-Malostranský | párkař        |
| Ferdinand Gýra          | lepič plakátů |

## Obsah filmu
Krátká žertovná příhoda začíná tím, že lepič plakátů lepí na stěnu hospody U Nesmysla (skutečné parodické stavby navržené pro výstavu Janem Koulou) plakát na Český kinematograf. Od párkaře si chce koupit párek a přitom vyleje lepidlo párkařovi do nádoby. Oba účastníci se začnou prát a do mely se připojí další okolojdoucí.

## Dobové souvislosti
Tento film se točil přímo na výstavišti před hospodou U Nesmysla ve třech verzích. Ve druhé verzi lepič přelepuje předchozí plakát, ve třetí přelepí plakát jen úzkým proužkem. Archív Národního technického muzea v Praze má uložen dopis z 30. dubna 1898, v němž Josef Šváb-Malostranský navrhuje Janu Kříženeckému a Josefu Pokornému zaranžování několika vtipných scén pro Český kinematograf. To byla dřevěná bouda, v níž se na zmíněné výstavě promítaly první české filmy.
První hrané i dokumentární filmy natáčel Jan Kříženecký na cívky filmů o jednotné délce 17 m, které mu přišly z Lyonu.